# Associazione Calcio Legnano 1990-1991
Questa pagina raccoglie le informazioni riguardanti l'Associazione Calcio Legnano nelle competizioni ufficiali della stagione 1990-1991.

## Stagione

La formazione del Legnano campione d'Italia Allievi 1990-1991

A causa dell'ennesimo risultato deludente, viene deciso di rinforzare nuovamente la rosa con un calciomercato importante e votato al ringiovanimento dell'organico. La panchina del Legnano è affidata a Luciano Magistrelli, che sostituisce il dimissionario Giorgio Veneri. Vengono ceduti il portiere Gianluigi Valleriani, i difensori Tiziano Lunghi e Gianluca Dall'Orso e gli attaccanti Massimo Rovellini e Luigi Tirapelle. Sono acquistati parecchi giovani promettenti, tra cui i difensori Mario Tacca e Maurizio Pecoraro, i centrocampisti Vittorio Chicchiarelli, Giovanni Archimede e Achille Mazzoleni e l'attaccante Roberto Verdicchio.
Il Legnano disputata il girone B della Serie C2, concluso al 7º posto di classifica con 35 punti, a 9 lunghezze dalla zona promozione. Dopo un girone di andata pessimo, con la squadra in piena zona retrocessione, Luciano Magistrelli viene esonerato e sostituito dalla coppia Mauro Bicicli e Abramo Rossetti, con il primo nel ruolo di direttore generale. In Coppa Italia Serie C il Legnano giunge al settimo e ultimo posto nel girone B, risultato che non permette alla squadra di passare il turno.
Da segnalare la vittoria degli Allievi del Legnano, che si laureano Campioni d'Italia nella categoria Serie C. Altro avvenimento degno di nota è lo spostamento della sede della società da via Cavallotti a via Palermo.

## Divise e sponsor
| Casa |

## Organigramma societario
Area direttiva
- Presidente: comm. Ferdinando Villa
- Direttore generale: Mauro Bicicli

Area tecnica
- Allenatore: Luciano Magistrelli, poi Abramo Rossetti

## Rosa
| N. |                   | Ruolo | Calciatore             |
| -- | ----------------- | ----- | ---------------------- |
|    | Italia (bandiera) | C     | Giovanni Archimede     |
|    | Italia (bandiera) | A     | Maurizio Calamita      |
|    | Italia (bandiera) | C     | Paolo Capra            |
|    | Italia (bandiera) | C     | Vittorio Chicchiarelli |
|    | Italia (bandiera) | D     | Simone Cominetti       |
|    | Italia (bandiera) | A     | Vincenzo Corrente      |
|    | Italia (bandiera) | P     | Alberto Dal Molin      |
|    | Italia (bandiera) | A     | Bruno Gava             |
|    | Italia (bandiera) | C     | Diego Lavelli          |
|    | Italia (bandiera) | C     | Maurizio Lombardo      |

| N. |                   | Ruolo | Calciatore                 |
| -- | ----------------- | ----- | -------------------------- |
|    | Italia (bandiera) | C     | Achille Mazzoleni          |
|    | Italia (bandiera) | D     | Maurizio Pecoraro          |
|    | Italia (bandiera) | D     | Enrico Giuseppe Pedretti   |
|    | Italia (bandiera) | P     | Roberto Perrone            |
|    | Italia (bandiera) | C     | Riccardo Rocchini          |
|    | Italia (bandiera) | D     | Davide Roncaglia           |
|    | Italia (bandiera) | A     | Giacomo Salvatore Sapienza |
|    | Italia (bandiera) | D     | Mario Tacca                |
|    | Italia (bandiera) | A     | Roberto Verdicchio         |

## Risultati

### Serie C2 (girone B)

#### Girone d'andata
| Arbitro: | Carozzi (Alessandria) |

|              |           |             |
| Corrente 62’ | Marcatori | 80’ Viviani |

| Arbitro: | Vasquez (Lecce) |

|                             |           |                                 |
| Toffoli 29’, 58’ Lenisa 47’ | Marcatori | 78’ Calamita 87’ (aut.) Piccoli |

| Arbitro: | Pisacreta (Salerno) |

|                            |           |              |
| Paladin 69’ Spampinato 83’ | Marcatori | 18’ Pedretti |

| Arbitro: | Costa (Treviso) |

|                     |           |  |
| Calamita 28’ (rig.) | Marcatori |  |

| Arbitro: | Grimaldi (Catania) |

|                                              |           |  |
| Baglieri 9’ (rig.) G. Rossi 22’ Lombardi 81’ | Marcatori |  |

| Arbitro: | Lana (Torino) |

|              |           |  |
| Pedretti 44’ | Marcatori |  |

| Arbitro: | Pontani (Verona) |

|                |           |  |
| Bottazzi 90+2’ | Marcatori |  |

| Arbitro: | Freddi (Sassari) |

|                                |           |                                     |
| Tirapelle 52’, 66’ Allievi 68’ | Marcatori | 38’ Capra 63’ Corrente 65’ Calamita |

| Arbitro: | Casaluci (Bologna) |

|                             |           |  |
| Corrente 18’ Verdicchio 45’ | Marcatori |  |

| Arbitro: | Della Pietra (Tolmezzo) |

|              |           |  |
| Francini 18’ | Marcatori |  |

| Arbitro: | Galluccio (Parma) |

|  |           |            |
|  | Marcatori | 34’ Codice |

| Arbitro: | Coppola (Firenze) |

|                    |           |  |
| Guiotto 25’ (rig.) | Marcatori |  |

| Arbitro: | Bertocci (Genova) |

|           |           |  |
| Capra 27’ | Marcatori |  |

| Arbitro: | Rigutto (Maniago) |

|              |           |  |
| Tollardo 48’ | Marcatori |  |

| Legnano 6 gennaio 1991 15ª giornata | Legnano        | 0 – 0 | Palazzolo | Stadio Giovanni Mari\| Arbitro: \| Ferro (Verona) \| |
| Arbitro:                            | Ferro (Verona) |       |           |                                                      |

| Arbitro: | Minotti (Frosinone) |

|            |           |  |
| Busato 27’ | Marcatori |  |

| Legnano 20 gennaio 1991 17ª giornata | Legnano           | 0 – 0 | Fiorenzuola | Stadio Giovanni Mari\| Arbitro: \| Capraro (Cassino) \| |
| Arbitro:                             | Capraro (Cassino) |       |             |                                                         |

#### Girone di ritorno
| Arbitro: | Pola (Rovereto) |

|                |           |          |
| Motterlini 43’ | Marcatori | 77’ Gava |

| Legnano 10 febbraio 1991 19ª giornata | Legnano          | 0 – 0 | Treviso | Stadio Giovanni Mari\| Arbitro: \| Morello (Ragusa) \| |
| Arbitro:                              | Morello (Ragusa) |       |         |                                                        |

| Arbitro: | Ruggiero (Nocera Inferiore) |

|                            |           |  |
| Mazzoleni 45’ Corrente 72’ | Marcatori |  |

| Saronno 24 febbraio 1991 21ª giornata | Saronno            | 0 – 0 | Legnano | Stadio Emilio Colombo\| Arbitro: \| Contente (Salerno) \| |
| Arbitro:                              | Contente (Salerno) |       |         |                                                           |

| Arbitro: | Giove (Bari) |

|              |           |  |
| Corrente 46’ | Marcatori |  |

| Arbitro: | G. Baldas (Trieste) |

|                         |           |              |
| Albiero 48’ Mezzini 76’ | Marcatori | 35’ Calamita |

| Arbitro: | Scarfò (Reggio Calabria) |

|  |           |                 |
|  | Marcatori | 17’ Battistella |

| Arbitro: | Baglieri (Tivoli) |

|                     |           |  |
| Calamita 28’ (rig.) | Marcatori |  |

| Arbitro: | Misticoni (Ascoli Piceno) |

|  |           |              |
|  | Marcatori | 24’ Corrente |

| Legnano 14 aprile 1991 27ª giornata | Legnano        | 0 – 0 | Centese | Stadio Giovanni Mari\| Arbitro: \| Mattera (Roma) \| |
| Arbitro:                            | Mattera (Roma) |       |         |                                                      |

| Arbitro: | Genovese (Avellino) |

|                 |           |                        |
| Maffioletti 26’ | Marcatori | 67’ (aut.) Maffioletti |

| Arbitro: | Moretti (Cosenza) |

|          |           |  |
| Gava 35’ | Marcatori |  |

| Ospitaletto 12 maggio 1991 30ª giornata | Ospitaletto     | 0 – 0 | Legnano | Stadio Comunale\| Arbitro: \| Forte (Marsala) \| |
| Arbitro:                                | Forte (Marsala) |       |         |                                                  |

| Arbitro: | Siciliano (Brindisi) |

|                                         |           |  |
| Mazzoleni 22’ Sapienza 65’ Calamita 71’ | Marcatori |  |

| Arbitro: | Di Filippo (Chieti) |

|                       |           |                            |
| Rossi 11’ Messina 17’ | Marcatori | 55’ Pedretti 77’ Mazzoleni |

| Arbitro: | D'Errico (Frattamaggiore) |

|                                         |           |                          |
| Roncaglia 16’ Corrente 52’ Calamita 70’ | Marcatori | 77’ Perlotto 84’ Piccoli |

| Arbitro: | Rausa (Cosenza) |

|  |           |                |
|  | Marcatori | 86’ Verdicchio |

### Coppa Italia Serie C (girone B)
| Legnano 19 agosto 1990 1ª giornata | Legnano | 1 – 1 | Fiorenzuola | Stadio Giovanni Mari |

| 22 agosto 1990 2ª giornata          |           | - – - |  |  |
| \| \| \| \| \| \| Marcatori \| . \| |           |       |  |  |
|                                     |           |       |  |  |
|                                     | Marcatori | .     |  |  |

| Varese 26 agosto 1990 3ª giornata | Varese | 3 – 1 | Legnano | Stadio Franco Ossola |

| Legnano 29 agosto 1990 4ª giornata | Legnano            | 0 – 0 | Piacenza | Stadio Giovanni Mari\| Arbitro: \| Schellino (Biella) \| |
| Arbitro:                           | Schellino (Biella) |       |          |                                                          |

| Saronno 2 settembre 1990 5ª giornata | Saronno | 1 – 0 | Legnano | Stadio Emilio Colombo |

| Legnano 5 settembre 1990 6ª giornata | Legnano | 2 – 1 | Solbiatese | Stadio Giovanni Mari |

| Arbitro: | Mangerini (Brescia) |

|                                                               |           |  |
| Bortoluzzi 40’ Montrone 42’ Mandotti 55’ (rig.) Montanari 72’ | Marcatori |  |

## Statistiche

### Statistiche di squadra
| Competizione         | Punti | Totale | Totale | Totale | Totale | Totale | Totale | DR |
| Competizione         | Punti | G      | V      | N      | P      | Gf     | Gs     | DR |
| -------------------- | ----- | ------ | ------ | ------ | ------ | ------ | ------ | -- |
| Serie C2             | 35    | 34     | 12     | 11     | 11     | 30     | 27     | +3 |
| Coppa Italia Serie C | 4     | 6      | 1      | 2      | 3      | 4      | 10     | -6 |

### Statistiche dei giocatori
| Giocatore        | Serie C2 | Serie C2 |
| Giocatore        | Presenze | Reti     |
| ---------------- | -------- | -------- |
| G. Archimede     | 21       | 0        |
| M. Calamita      | 32       | 7        |
| P. Capra         | 29       | 2        |
| V. Chicchiarelli | 20       | 0        |
| S. Cominetti     | 2        | 0        |
| V. Corrente      | 34       | 7        |
| A. Dal Molin     | 29       | 0        |
| B. Gava          | 23       | 2        |
| D. Lavelli       | 17       | 0        |
| M. Lombardo      | 20       | 0        |
| A. Mazzoleni     | 30       | 3        |
| M. Pecoraro      | 16       | 0        |
| E. Pedretti      | 31       | 3        |
| R. Perrone       | 5        | 0        |
| R. Rocchini      | 26       | 0        |
| D. Roncaglia     | 34       | 1        |
| G. Sapienza      | 22       | 1        |
| M. Tacca         | 30       | 0        |
| R. Verdicchio    | 18       | 2        |